# Thuận Hóa
Thuận Hóa (順化) va ser un territori històric del centre del Vietnam. Actualment forma part de les províncies de Quảng Bình, Quảng Trị i Thừa Thiên–Huế (històricament, Thừa Thiên–Thuận Hóa).
El 1306, el rei de Txampa, Che Man, va oferir al Vietnam dues prefectures txăm, Ô i Lý, a canvi del seu matrimoni amb la princesa vietnamita Huyền Trân. El rei vietnamita, Trần Anh Tông, va acceptar la oferta, apropiant-se i reanomenant les províncies d'Ô i Lý com prefectura de Thuận i prefectura de Hóa, respectivament. Aquestes prefectures, aviat, van començar a ser referides com la regió de Thuận Hóa. Des d'aleshores Thuận Hóa es va convertir en una regió per la qual els vietnamites, els txăms i els laosians van lluitar sovint entre ells. El 1466, durant el regnat de Lê Thánh Tông, Thuận Hóa es va convertir en una de les 12 prefectures del Vietnam i, posteriorment, en una de les seves províncies.
La dinastia Mạc va usurpar el tron a la família Lê per crear una cort septentrional, mentre que els descendents de la dinastia Lê van ser entronitzats, de iure, com la cort del país meridional, per part de Nguyễn Kim. Més tard, Nguyễn Kim, líder de la facció partidària de la dinastia Lê, i governant de facto del Vietnam, va ser enverinat per un general de la dinastia Mạc. El gendre de Kim, Trịnh Kiểm, es va fer amb el lideratge, assassinant el fill gran de Kim, Nguyễn Uông, amb l'objectiu de fer-se amb l'autoritat del país. Nguyễn Hoàng, un altre dels fills d'Nguyễn Kim, espantat per ser el següent en perdre la vida, va fingir patir una malaltia mental i va demanar a la seva germana, Ngoc Bao, muller de Trịnh Kiểm, que convencés al seu marit perquè li permetés governar Thuận Hóa, la regió més meridional del país en aquell moment. Com que els partidaris de la dinastia Mạc encara ocupaven Thuận Hóa, i Trịnh Kiểm estava molt ocupat combatent els seus rivals al nord del país en aquell moment, la petició de Ngoc Bao va ser satisfeta, aprovant-se que Nguyễn Hoàng marxés cap al sud. Després que Hoàng pacifiqués Thuận Hóa i el seu successor, Nguyễn Phúc Nguyên, aconseguís guanyar-se la lleialtat, clandestinament, de la població de la regió, es van alçar contra els senyors de Trịnh. Així, Vietnam va patir una enova guerra civil entre les dues famílies governants de facto: el clan dels senyors Nguyễn i el clan dels senyors Trịnh. Els senyors Nguyễn van continuar desenvolupant el territori, convertint-lo en una important base per la seva guerra contra els Trịnh i la seva expansió cap al sud. Durant aquest temps, el territori de Thuận Hóa anava des de Quảng Bình fins a Thừa Thiên–Huế.
Després de la fundació de la dinastia Nguyễn, l'emperador Gia Long va convertir el territori de Thuận Hóa com una part del Vùng Kinh kỳ (territori capital), una de les tres divisions territorials del Vietnam de l'època.
Durant el segle xviii Thuận Hóa i Quảng Nam van deixar de produir arròs pel seu compte, passant a dependre dels carregaments d'arròs més barat provinent del delta del Mekong.
A mitjans de 1945 el nom de Thuận Hóa va ser restaurat per part del primer ministre vietnamita, Trần Trọng Kim, tot i que va ser ràpidament abandonat després del declivi de l'imperi del Vietnam.